# Jan Tore Ophaug
Jan Tore Ophaug (Orkanger, 25 maart 1977) is een Noors voormalig voetballer die voornamelijk als verdediger speelde.

## Carrière
- 1998-2002: Moss FK
- 2002-2004: SK Brann
- 2004-2008 : Odense BK
- 2008-2011 : Fredrikstad FK

## Erelijst
SK Brann Bergen
- Noorse beker

2004